# Hofburg
Die Wiener Hofburg ist die ehemalige Winterresidenz der Habsburger in der österreichischen Hauptstadt Wien. Sie liegt zwischen Michaelerplatz, Josefsplatz, Heldenplatz und Ballhausplatz und umfasst eine Fläche von rund 300.000 Quadratmetern. Im Jahr 1279 erstmals urkundlich erwähnt, besteht sie aus dem gotischen Schweizertrakt von 1237, der Renaissance-Stallburg von 1556, dem Amalientrakt von 1582, dem barocken Leopoldinischen Trakt von 1670, der Hofbibliothek von 1726, dem Reichskanzleitrakt von 1728, der Winterreitschule von 1735, dem Redoutensaaltrakt von 1744, dem klassizistischen Zeremoniensaaltrakt von 1805, dem neobarocken Michaelertrakt von 1893 und dem Burggartentrakt von 1908. Ein Volksgartentrakt und ein Thronsaaltrakt, die als Teil des Kaiserforums geplant gewesen waren, blieben unausgeführt. Seit 1955 dient die Hofburg als Sitz des österreichischen Bundespräsidenten, der Nationalbibliothek und mehrerer Bundesmuseen.

## Übersicht
| Übersichtsplan der Hofburg | Wiener Burg im 13. Jahrhundert |
| 01a – Schweizertrakt 02a – Augustinerkirche 02b – Augustinerkloster 03a – Stallburg 04a – Amalienburg 05a – Leopoldinischer Trakt 06a – Redoutensaaltrakt 07a – Winterreitschule 08a – Hofbibliothek 09a – Augustinertrakt 10a – Palais Erzherzog Albrecht (ehem. Palais Silva-Tarouca) 11a – Reichskanzleitrakt 12a – Festsaaltrakt 13a – Michaelertrakt 14a – Neue Burg 15a – Corps de Logis 16a – Palmenhaus | A – In der Burg (ehem. Franzensplatz oder Innerer Burgplatz) B – Ballhausplatz C – Michaelerplatz D – Schweizerhof E – Josefsplatz F – Albertinaplatz G – Burggarten H – Heldenplatz (ehem. Äußerer Burgplatz) Historische Bauphasen: 13.–17. Jh. (Mittelalter bis Hochbarock) 18. Jh. (Spätbarocker Hauptausbau) 19.–20. Jh. (insb. Ringstraßenzeit) |

## Baugeschichte
Unter dem Habsburger König Rudolf I. 1279 erstmals urkundlich erwähnt, ist der Baubeginn bereits in der ersten Hälfte des 13. Jahrhunderts unter den Babenbergern anzusetzen. Den Grundstein soll Herzog Leopold VI. († 1230) gelegt haben. Bis zur Fertigstellung des Neubaus um 1275 blieb jedoch die Babenberger-Burg (Am Hof) die Residenz der österreichischen Herzöge. Diese war von Heinrich Jasomirgott 1155/56 erbaut worden. Die Vollendung des Neubaus erfolgte unter dem böhmischen König Ottokar II. Přemysl (ab 1251 auch Herzog von Österreich, † 1278). Die Anlage, damals alles andere als eine repräsentative Residenz, war mit Wehrtürmen und Graben Teil der Wiener Stadtbefestigung. In der Folge wurde sie eine unter mehreren, aber die wichtigste der Burgen der Landesfürsten im Herzogtum Österreich unter der Enns, neben etwa der Burg am Leopoldsberg, der Burg Mödling oder der häufig genutzten Burg in Wiener Neustadt.
Der römische König und spätere Kaiser Ferdinand I. verlegte in der Mitte des 16. Jahrhunderts seine Hauptresidenz nach Wien, nachdem er im Wormser Teilungsvertrag 1521 und im Brüsseler Vertrag 1522 mit seinem Bruder Kaiser Karl V. die Übernahme der Regierung in den habsburgischen Erblanden vereinbart hatte. Er ließ die gotische Burganlage im Renaissancestil umbauen und bezog sie als Hauptresidenz. Zweitresidenz blieb die Innsbrucker Hofburg, von der aus Tirol, Oberösterreich und Vorderösterreich verwaltet wurden, während Innerösterreich von der Grazer Burg aus administriert wurde.
In den folgenden Jahrhunderten wurden die bestehenden Trakte umgebaut und durch neue Flügel erweitert, eine Tradition, die bis in die heutige Zeit anhält. Damit ist ein Rundgang durch die Hofburg auch ein Rundgang durch die Kunstgeschichte: Trakte der unterschiedlichsten Epochen, von der Gotik des Mittelalters über die Renaissance, das Barock aus dem 17. und 18. Jahrhundert, aber auch historistische Flügel aus dem 19. Jahrhundert bis hin zu zeitgenössischen Innenausbauten aus dem 20. und 21. Jahrhundert fügen sich zusammen. Ihr heutiges Aussehen erhielt die Hofburg durch das von Gottfried Semper und Karl Hasenauer begonnene, jedoch 1914 abgebrochene Projekt zum Bau des monumentalen Kaiserforums. Dieses hätte die Hofburg über die Ringstraße mit den Hofmuseen verbunden und aus insgesamt fünf Trakten bestanden: dem zentralen Thronsaaltrakt (nicht ausgeführt), dem nördlichen Volksgartentrakt für Staatsgäste (nicht ausgeführt), dem östlichen Burggartentrakt für die Kaiserfamilie (1908 vollendet), dem südlichen Kunsthistorischen Museum (1891 vollendet) und dem westlichen Naturhistorischen Museum (1889 vollendet).
Ihren heutigen Namen erhielt die Hofburg erst in der zweiten Hälfte des 18. Jahrhunderts; historisch ist sie auch bekannt als k. k. Hofburg bzw. Wiener Burg. Mit der Augustinerkirche, dem Palais Erzherzog Albrecht, dem Palmenhaus, dem Burggarten, dem Burgtor und dem Heldenplatz bildet die Hofburg ein Bauensemble. Dazu gehören weiters das Franzensdenkmal auf dem Platz In der Burg (ehemals Franzensplatz), das Josefsdenkmal auf dem Josefsplatz sowie das Prinz-Eugen-Denkmal und das Erzherzog-Karl-Denkmal auf dem Heldenplatz.

### Schweizertrakt

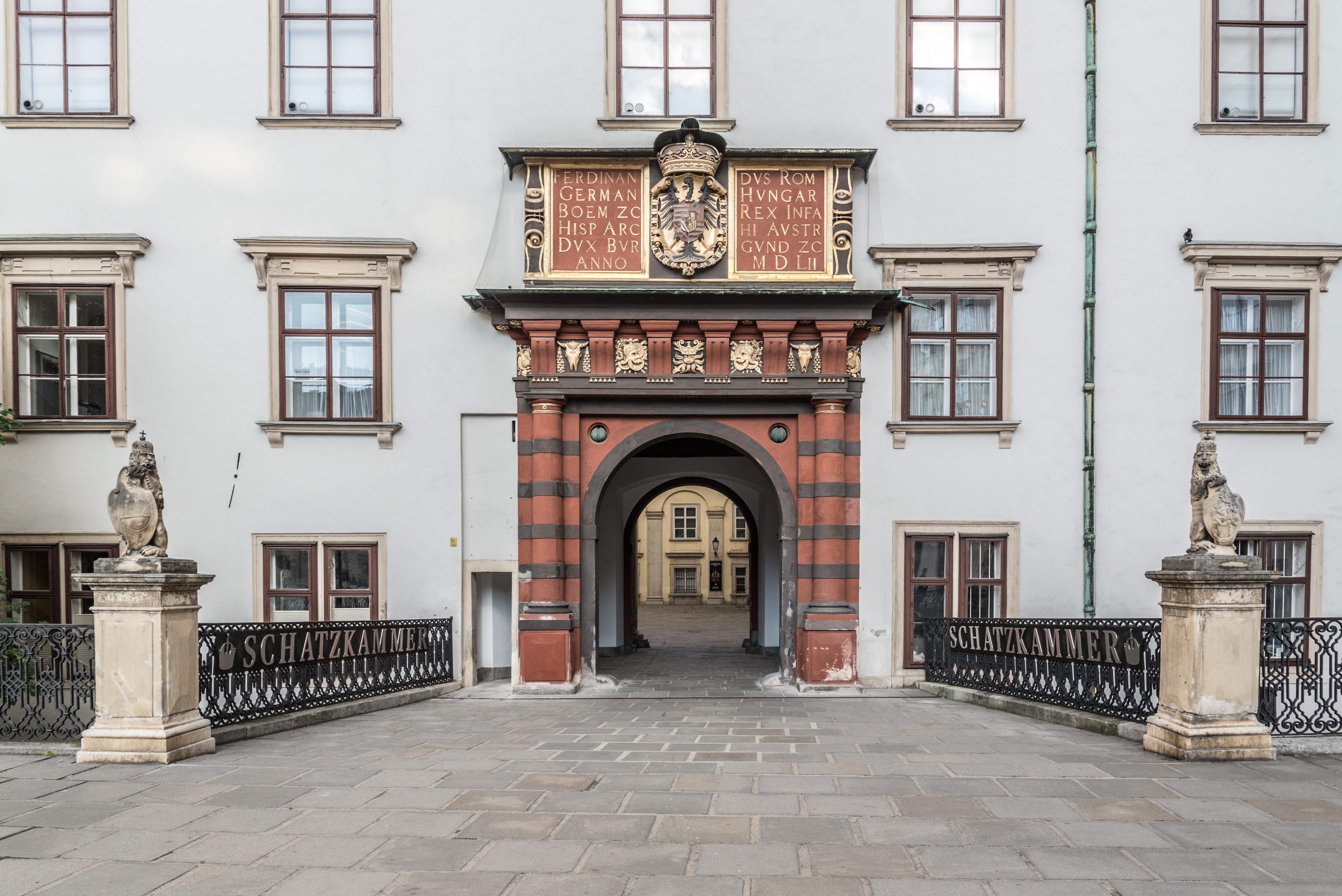
Schweizertrakt (13. Jhd.)

Die älteste, spätromanische, dann gotisch ausgebaute Burg in Form eines Vierecks entspricht etwa dem heutigen Schweizertrakt. Sie wurde zur Zeit Kaiser Karls V. durch seinen Bruder, den römisch-deutschen König Ferdinand I. im Renaissancestil umgebaut. Abbildungen aus dieser Zeit zeigen eine karreeförmige Anlage mit vier wuchtigen Ecktürmen, einem seitlichen Torturm sowie der (Mitte des 15. Jahrhunderts gotisch umgebauten) spätromanischen Hofburgkapelle, deren Chor aus dem Geviert herausragte und die bis heute erhalten ist. Dieser Hof erhielt seinen Namen später von der Schweizer Garde. In den Flügeln des Schweizerhofs befinden sich auch die Geistliche und die Weltliche Schatzkammer (beide gehören administrativ zum Kunsthistorischen Museum), wobei in letztgenannter unter anderem die Herrschaftsinsignien des Heiligen Römischen Reiches (Reichskleinodien) und des Kaisertums Österreich aufbewahrt werden. Auch die Hofmusikkapelle hat dort ihren Sitz.
Besonders bekannt ist das rot-schwarze Schweizertor, auf dem die Titel Kaiser Ferdinands I. aufgezählt und die Insignien des Orden vom Goldenen Vlies abgebildet sind. Dieses Tor inklusive Bemalung wurde von Pietro Ferrabosco 1552 errichtet. In einer seitlichen Nische des Tores befindet sich der Schweizerhofbrunnen aus dem Jahr 1552 mit dem kaiserlichen Adler. Das Becken besteht aus hartem, weißem Kaiserstein aus Kaisersteinbruch. Der Brunnen bildete den Abschluss einer bereits 1534 angelegten Wasserleitung, die aus der Vorstadt St. Ulrich in die Burg geleitet wurde.
Unterhalb dieses Traktes war über lange Zeit die Hofküche untergebracht. Insgesamt wird dieser Teil der Hofburg inklusive der Hofburgkapelle Schweizertrakt genannt. Der Name stammt von der aus Schweizer Söldnern gebildeten Truppe, die zur Zeit des Kaiserpaares Franz I. Stephan (von Lothringen) und Maria Theresia die Torwache stellte.
Über die Säulenstiege im Schweizertrakt erreicht man das Bundesdenkmalamt, das hier seinen Sitz hat. Hier befindet sich der Ahnensaal mit den Habsburger Kaiserporträts von Rudolf I. (1218–1291) bis Franz Joseph I. (1830–1916), eingerichtet um 1874 für Kronprinz Rudolf. Die Antekammer führt zum Marmorsaal im Zeremoniensaaltrakt, welcher aus dem 19. Jahrhundert stammt. Die besonders dicken Mauern stammen noch von einem der Wehrtürme der alten Burgbefestigung. Der Begriff Antekammer weist auf den ehemaligen Verwendungszweck als Vorraum hin. Nahe dem Schweizertor Richtung Michaelerplatz wurden im März 2013 Reste des 6 mal 20 Meter großen Fundaments der zwischen 1558 und 1563 erbauten Kunstkammer Kaiser Ferdinands I. entdeckt, der erste Museumsbau nördlich der Alpen. Die Entdeckung durch die Kunsthistorikerin Renate Holzschuh-Hofer erfolgte durch Auswertung teilweise schon länger bekannter Quellen, die nur falsch interpretiert worden waren.
Die Hofburgkapelle ist die älteste und Hauptkapelle der Hofburg und war die Hauskapelle der Habsburger. Vermutlich um 1287/88 ließ Albrecht I. eine spätromanische Kapelle errichten, die urkundlich 1296 erstmals erwähnt wurde. Von 1423 bis 1426 erfolgte unter Albrecht V. eine Erweiterung; das Holz des aktuellen Dachstuhls stammt aus dem Jahr 1421. Albrecht, der in diesem Jahr eine großangelegte Judenverfolgung in Wien in Auftrag gab, veranlasste wahrscheinlich auch, dass in das Fundament der Kapelle jüdische Grabsteine eingelassen wurden (sie wurden später entfernt und in einem jüdischen Friedhof aufbewahrt).
Von 1447 bis 1449 ließ Kaiser Friedrich III. die Kapelle im gotischen Stil um- und ausbauen. Maria Theresia veranlasste einen spätbarocken Umbau der Kapelle. Im Zuge des Klassizismus wurde sie 1802 wiederum regotisiert. In ihr konzertierte die von Kaiser Maximilian I. gegründete Hofmusikkapelle, deren Tradition von den Wienern Philharmonikern und den Wiener Sängerknaben fortgeführt wird. Bis zum Ende der Monarchie, 1918, diente die Hofburgkapelle als Pfarrkirche der exemten k.u.k. Hof- und Burgpfarre.

### Stallburg

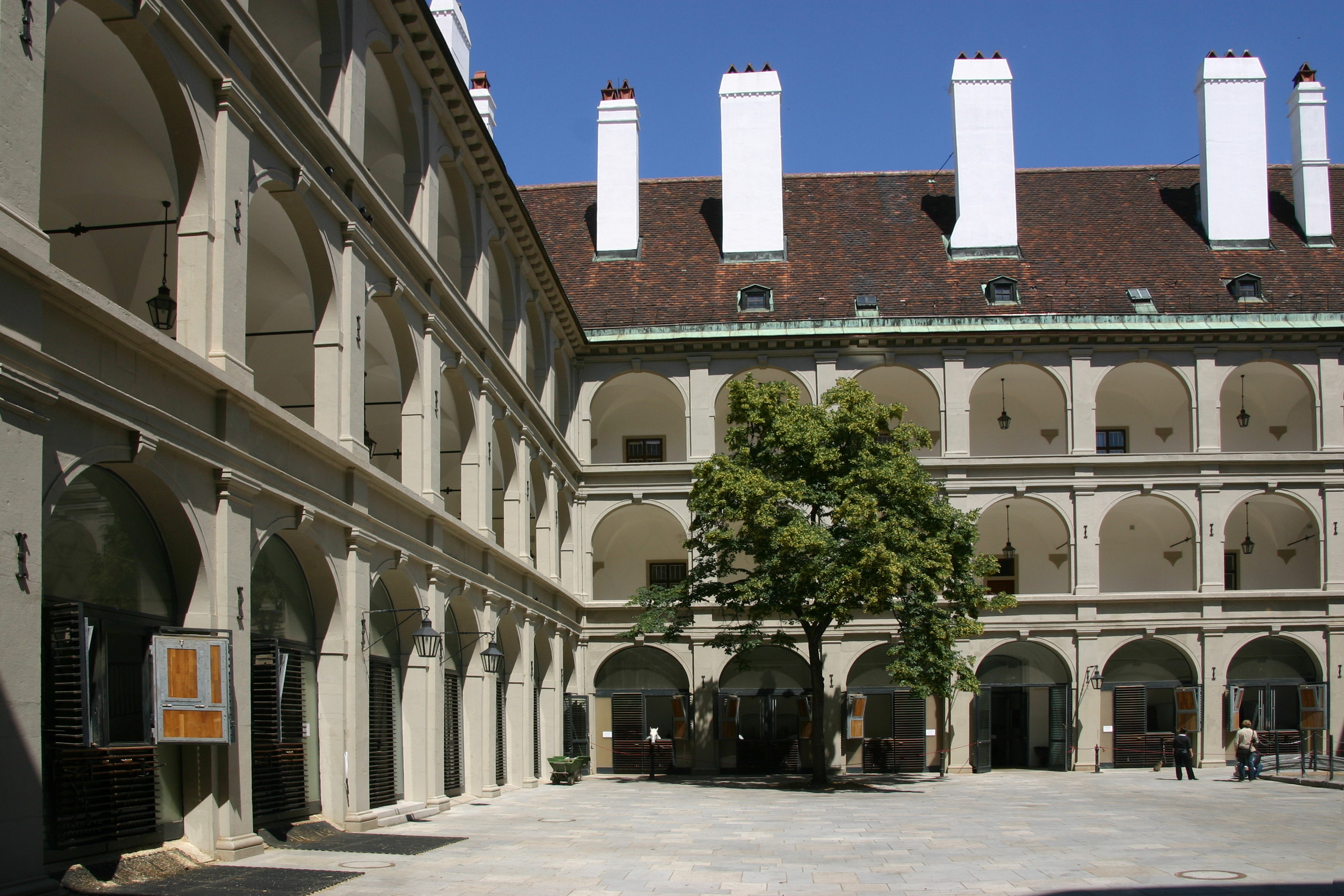
Stallburg (16. Jhd.)

Obwohl ein separates Gebäude, ist die Stallburg mit einem Übergang mit dem Rest des Komplexes der Hofburg verbunden. Ursprünglich war sie als Residenz für Maximilian II. als Thronfolger erbaut worden. Überlieferungen zufolge wollte Kaiser Ferdinand I. nicht mit seinem zum Protestantismus neigenden Sohn unter einem Dach wohnen. Im 17. Jahrhundert beherbergte die Stallburg die umfangreiche Kunstsammlung des Erzherzoges Leopold Wilhelm, des kunstsinnigen Bruders Kaiser Ferdinands III., die einen wesentlichen Teil der Sammlungen des Kunsthistorischen Museums bildet. Während des 18. Jahrhunderts wurde das Gebäude zu einer der Stallungen für die kaiserlichen Pferde umgebaut, woraus sich auch der Name Stallburg ableitet. Bis heute ist dort ein großer Teil der Spanischen Hofreitschule untergebracht.

### Amalientrakt

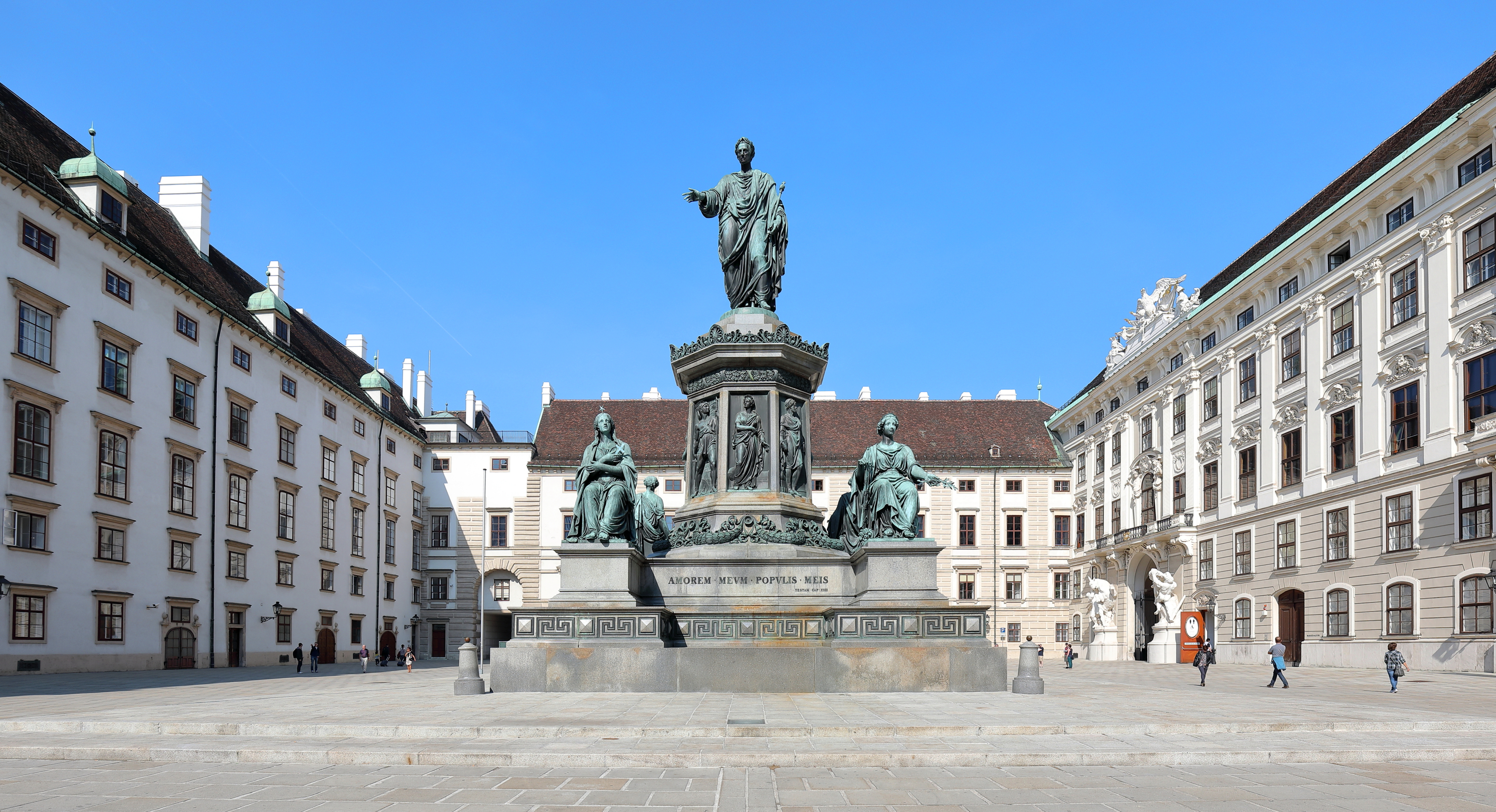
Franzensdenkmal, dahinter Amalientrakt (16. Jhd.)

Gegenüber dem Schweizerhof befindet sich der Amalientrakt oder die Amalienburg, benannt nach Amalie Wilhelmine, der Witwe Kaiser Josephs I., die mehr als hundert Jahre zuvor als Wiener Residenz Kaiser Rudolfs II. im Spätrenaissancestil erbaut wurde. Bemerkenswert sind das Türmchen mit welscher Haube und die astronomische Uhr auf der Fassade. Im großen Burghof mit dem Namen In der Burg (bis 1918 Franzensplatz) befindet sich ein Denkmal für Kaiser Franz I. von Österreich von Pompeo Marchesi aus den Jahren 1842 bis 1846, das im linken Teil des Fotos zu sehen ist.
Im Lauf der Zeit residierten außer Amalie Wilhelmine verschiedene Erzherzoginnen und -herzöge im Amalientrakt, von 1790 bis 1792 Leopold II., 1814/15 während des Wiener Kongresses Zar Alexander I., 1831–35 der spätere Kaiser Ferdinand I. mit seiner Ehefrau Maria Anna von Savoyen, 1854–98 Kaiserin Elisabeth und 1916–18 Kaiser Karl I.
Der Amalientrakt entstand auf dem Platz des Cillierhofs (ursprünglich im Besitz der Grafen von Cilli) und einer mittelalterlichen Häusergruppe. Nach dem Abbruch begann ab 1575 der Neubau für den späteren Kaiser Rudolf II. Der Bau wurde in Etappen bis 1611 fertiggestellt. Im Zuge eines Umbaus um 1683/84 wurde der Bau um einen Halbstock aufgestockt und die Fassade zum Ballhausplatz gestaltet. 1711 schuf Franz Jänggl den Verbindungsflügel zum Leopoldinischen Trakt und vermutlich auch den neuen Uhrturm. Die erhaltene Einrichtung der Beletage (Appartements für den späteren Kaiser Joseph II.) sowie des Mezzanin im Rokokostil stammt von Nikolaus Pacassi.
Heute residieren im Amalientrakt die Kanzleramtsminister und Staatssekretäre (als Dependance des Bundeskanzleramts), die Schloß Schönbrunn Kultur- und Betriebsgesellschaft und die Österreichische Raumordnungskonferenz (ÖROK).

### Leopoldinischer Trakt

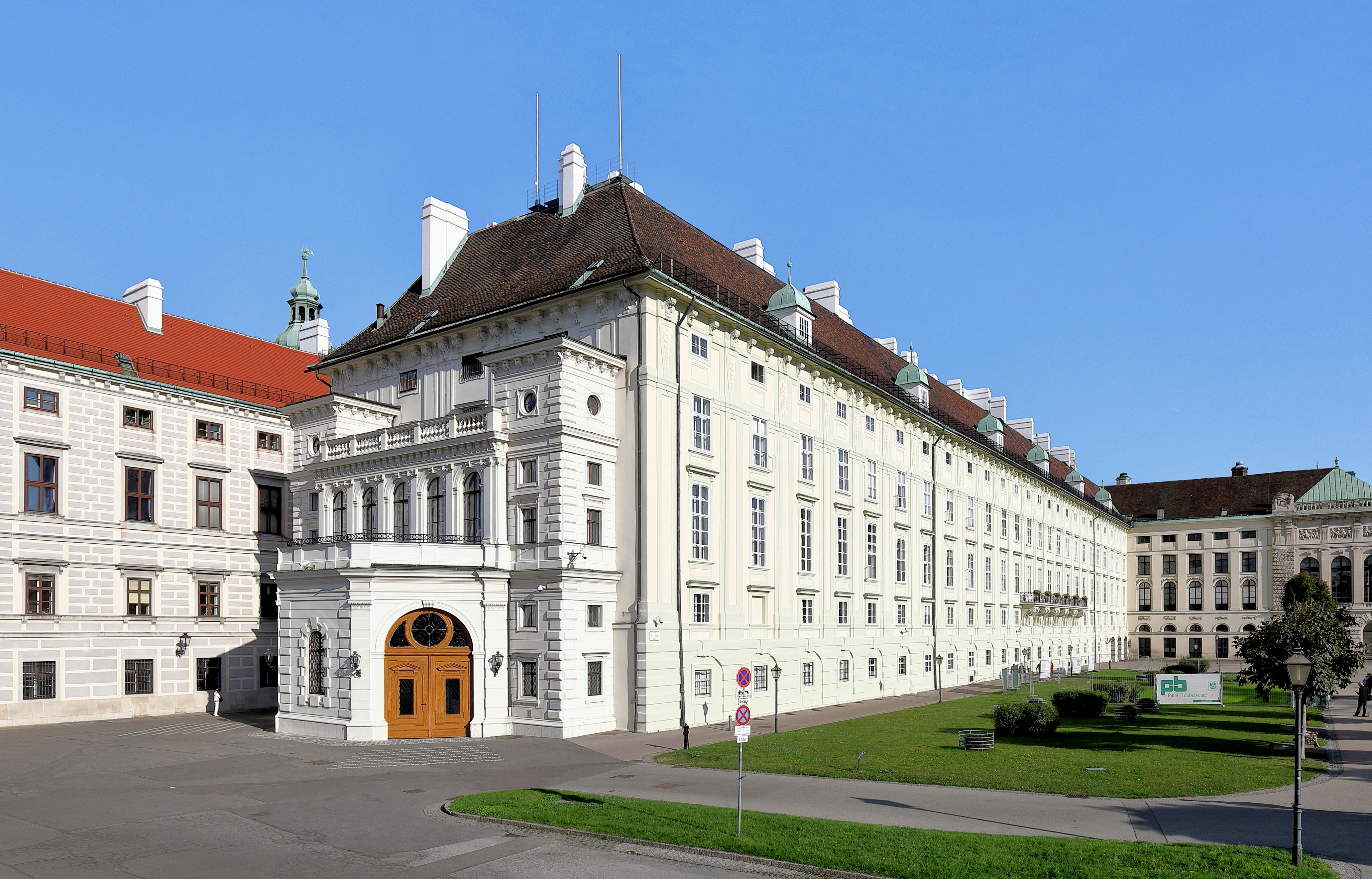
Leopoldinischer Trakt (17. Jhd.)

Das Verbindungsgebäude zwischen Schweizerhof und Amalienhof ist der Leopoldinische Trakt, der unter Kaiser Leopold I. in den 1660er Jahren erbaut wurde. Der Architekt war Filiberto Lucchese, die Ausführung oblag den italienischen Baumeistern Carl Martin Carlone und Domenico Carlone. Der Großauftrag für Steinlieferungen und Steinmetzarbeiten erging nach Kaisersteinbruch, an die Meister Ambrosius Ferrethi und Camillo Rezi. Abrechnungen sind in den Camerale Zahlamtsbüchern des Hofkammerarchives aufgelistet: Harter Kaiserstein für die Fassade, die großen Gesimbsplatten auf der außeren Seithen, Stiegenstaffel, zuletzt das Portal. Für Arbeiten am „weichen“ Stein war der Wiener Hofsteinmetzmeister Urban Illmayr zuständig. Am Westende des Leopoldinischen Traktes befindet sich die Kammerkapelle, die 1772 von Maria Theresia von Grund auf erneuert wurde.
Nach der Zweiten Wiener Türkenbelagerung von 1683 wurde der Trakt von Giovanni Pietro Tencalla neu aufgebaut und um eine Etage aufgestockt, vom Stil her ist das Gebäude dem Barock zuzuordnen. 1752 erfolgte der Zubau eines Balkons durch die Hofsteinmetzmeister Elias Hügel und Johann Baptist Regondi. Unterhalb dieses Leopoldinischen Traktes und der Amalienburg befand sich auch der riesige Weinkeller der Hofburg. Weiters befand sich im Bereich des Leopoldinischen Traktes die „Geheime Ratsstube“. Kaiser Franz Joseph I. hielt hier seine Eröffnungsreden zu den österreichisch-ungarischen Delegationssitzungen. In dem Saal leistete am 28. Juni 1900 der damalige Thronfolger und Neffe Franz Josephs, Franz Ferdinand, den „Renuntiationseid“ und verzichtete im Namen seiner zukünftigen (nicht ebenbürtigen) Frau und seiner Nachfahren auf deren Thronfolge.
Von 1923 bis zur Auflösung 1939 hatte der einflussreiche deutsch-national bis nationalsozialistisch ausgerichtete Deutsche Klub, mit dem Bundespräsidenten Michael Hainisch (1920 bis 1928) und mindestens fünfzehn Regierungsmitgliedern der Zwischenkriegszeit sowie mehreren Juliputschisten in den Reihen seinen Sitz in acht repräsentativen Räumen im Leopoldinischen Trakt.
Der Leopoldinische Trakt beherbergt seit Ende 1946 die Amtsräume des österreichischen Bundespräsidenten und der ihm zugeordneten Behörde der Präsidentschaftskanzlei, die zuvor in einem Trakt des am Ballhausplatz gegenüber liegenden Bundeskanzleramtes untergebracht waren. Weiters ist in dem Trakt auch die Polizeiinspektion Hofburg untergebracht.

### Hofbibliothek

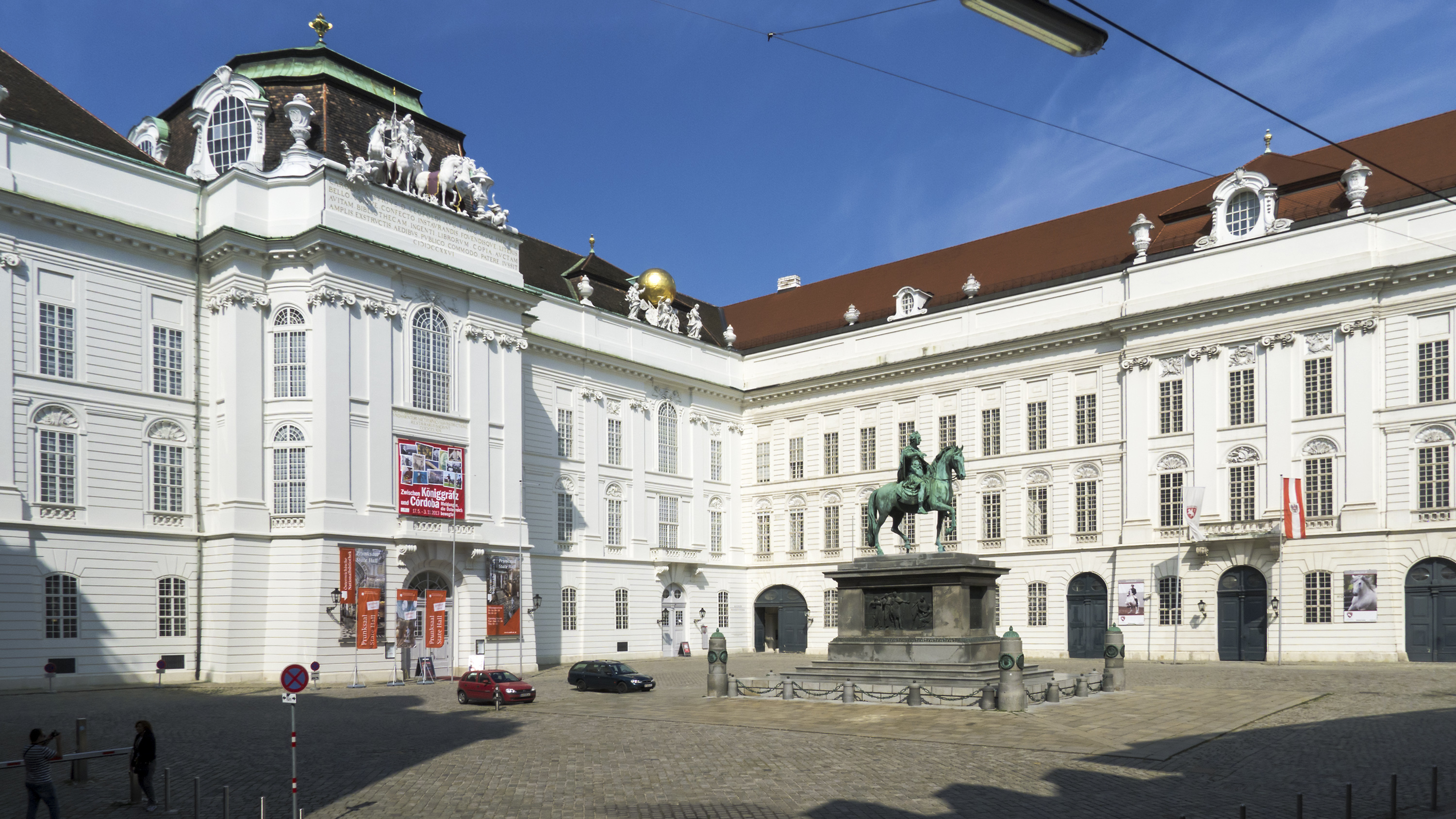
Hofbibliothek, davor Josefsdenkmal (18. Jhd.)

Anfangs freistehend auf der anderen Seite der Burg (beim heutigen Josefsplatz) war die Hofbibliothek, die von Kaiser Karl VI. gegründet wurde und die heute den barocken Prunksaal der Österreichischen Nationalbibliothek enthält. Begonnen wurde ihr Bau von Johann Bernhard Fischer von Erlach; 1735 stellte sein Sohn Joseph Emanuel den Bau fertig. Im prunkvollen Saal befinden sich die Büchersammlung des Prinzen Eugen, ein Decken-Fresko von Daniel Gran und Kaiserstandbilder von Paul Strudel. Die zentrale Statue stellt Karl VI. als Römisch-Deutschen Kaiser dar und wird Antonio Corradini zugeschrieben. Dieser Teil ist wohl der künstlerisch bedeutendste der Hofburg.
Fischer von Erlach hatte nur einen Zugang vom Schweizertrakt aus vorgesehen, also keinen öffentlichen Zugang für eine Bibliothek, die eigentlich schon von Beginn an gleichsam als öffentliche Institution konzipiert war. Die Zeremonialakten vom 23. April 1731 berichten über eine … Besichtigung der neuen Bibliothek durch kayserliche Majestät und die Erzherzogin …. Erst im Jahre 1733 wurde ein benachbartes kleines Gebäude des Augustinerkonventes angekauft, um ein allgemein zugängliches Stiegenhaus, die sogenannte Große Dienststiege, zu errichten.
Bodensenkungen, die in den Jahren nach 1760 auftraten, zwangen zu einigen Umbauten, die Nikolaus von Pacassi durchführte. Anschließend wurde etwa bis 1767 die heutige Feststiege zum Prunksaal erbaut, auch hier mit glattpoliertem Kaiserstein für Stufen und Podeste. 1769 drohte das Gebäude wegen des enormen Gewichts der Bücher einzustürzen. Kaiserin Maria Theresia und ihr Sohn Joseph II. ließen es unter der Aufsicht des Hofbaudirektors Graf Losy von Losymthall und des Hofarchitekten Nicolaus Pacassi verstärken. Bei dieser Gelegenheit wurde ein neuer offener Platz, der Josefsplatz, geschaffen, in dessen Mitte sich ein Reiterstandbild Kaiser Josephs II. von Franz Anton von Zauner befindet.
1904 gab das Hofbaucomité die Gestaltung eines Zuganges zur Hofbibliothek vom Josefsplatz in Auftrag. Die Steinarbeiten erfolgten zum Teil aus altem vorhandenem Almaser, Wöllersdorfer, Kaiser-, Marzano- und Kelheimer Stein, zum Teil aus neu beizustellendem Kaiserstein für Stufen und Bodenplatten, Cava Romana und Orsera.
 Angrenzend zur Hofbibliothek liegt an der südöstlichen Seite des Josefsplatzes der Augustinertrakt, benannt nach der angrenzenden Augustinerkirche und dem Augustinerkloster, welche zwar bereits vor der Hofbibliothek errichtet wurden, jedoch durch die Erweiterung der Hofburg ein Teil derselben wurden. Da das Palais Erzherzog Albrecht (ehemals Palais Tarouca-de Sylva), welches die Grafische Sammlung Albertina beherbergt, baulich mit dem Augustinerkloster verbunden ist und von Mitgliedern der kaiserlichen Familie bewohnt wurde, wird es ebenfalls zum Komplex der Hofburg gezählt.

### Reichskanzleitrakt

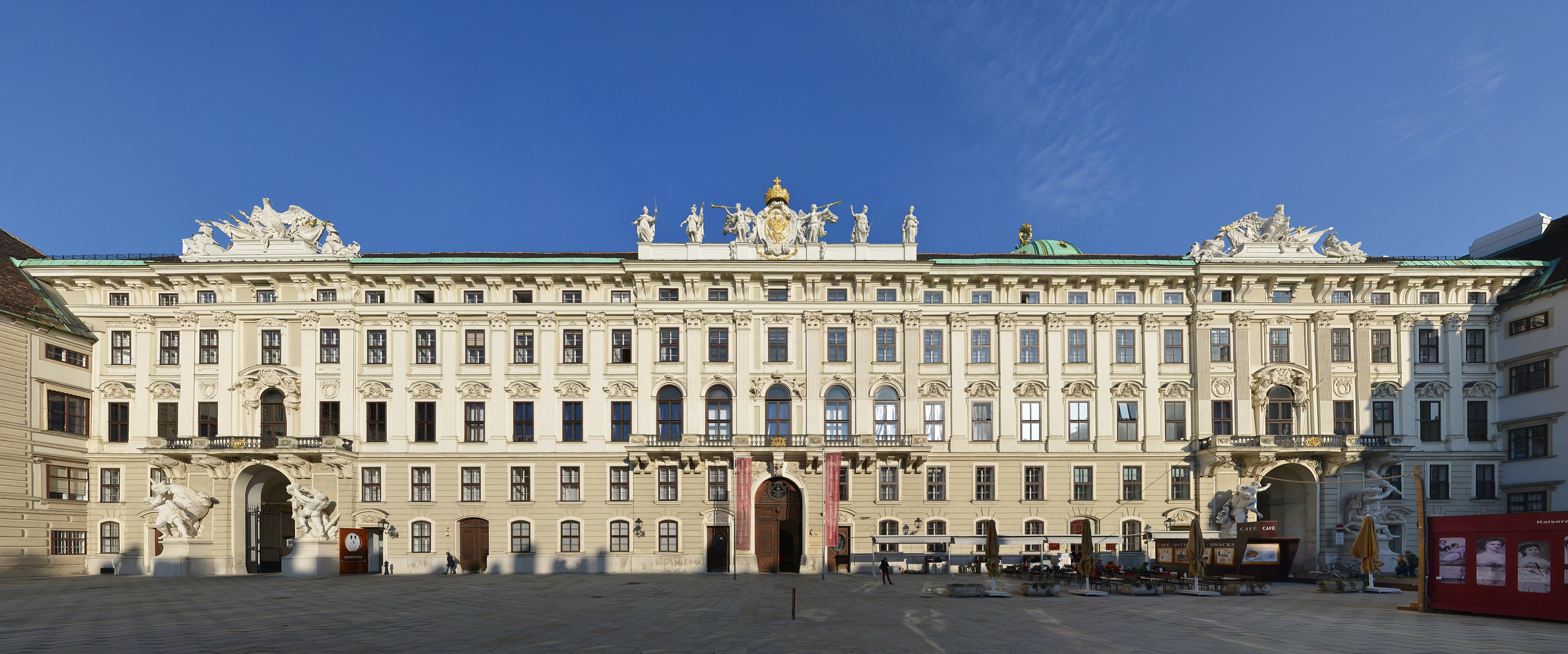
Reichskanzleitrakt (18. Jhd.)

Reichskanzler Lothar Franz von Schönborn beauftragte Johann Lucas von Hildebrandt mit der Planung des Neubaus. Nach Grundsteinlegung am 15. Oktober 1723 und Baubeginn wurde die Fortführung im Mai 1726 auf Weisung Kaiser Karls VI. an Joseph Emanuel Fischer von Erlach übergeben, der den Reichskanzleitrakt gegenüber dem Leopoldinischen Trakt in den Jahren 1726–1730 vollendete. Der Trakt beherbergte die Amtsräume des Reichsvizekanzlers des Heiligen Römischen Reiches (die Position des Reichserzkanzlers, als dessen Vertreter der Reichsvizekanzler galt, hatte schon seit dem Mittelalter der Erzbischof von Mainz inne), sowie den Reichshofrat. In diesem Trakt waren nach dem Ende des Reiches die Appartements des Herzogs von Reichstadt und zuletzt von Kaiser Franz Joseph I. und seiner Gattin Elisabeth von Österreich-Ungarn untergebracht.
Der Schweizertrakt, die Amalienburg, der Leopoldinische Trakt und der Reichskanzleitrakt bilden einen Hof, der 1846–1919 Franzensplatz genannt wurde und seit 1919 den Namen In der Burg trägt. In der Mitte des Platzes befindet sich ein auf Veranlassung von Kaiser Ferdinand I. errichtetes und am 16. Juni 1846 enthülltes bronzenes Standbild des Kaisers Franz II./I. von der Hand des italienischen Bildhauers Pompeo Marchesi, der den Kaiser auf einem achteckigen Pfeiler wie einen römischen Caesaren darstellt. An den Seitenfronten des Pfeilers sind bronzene Reliefs angebracht, die die Tätigkeiten des Volkes darstellen. Flankiert wird der Pfeiler von vier Kolossalstatuen, die den Glauben, die Stärke, den Frieden und die Gerechtigkeit symbolisieren.

### Winterreitschule

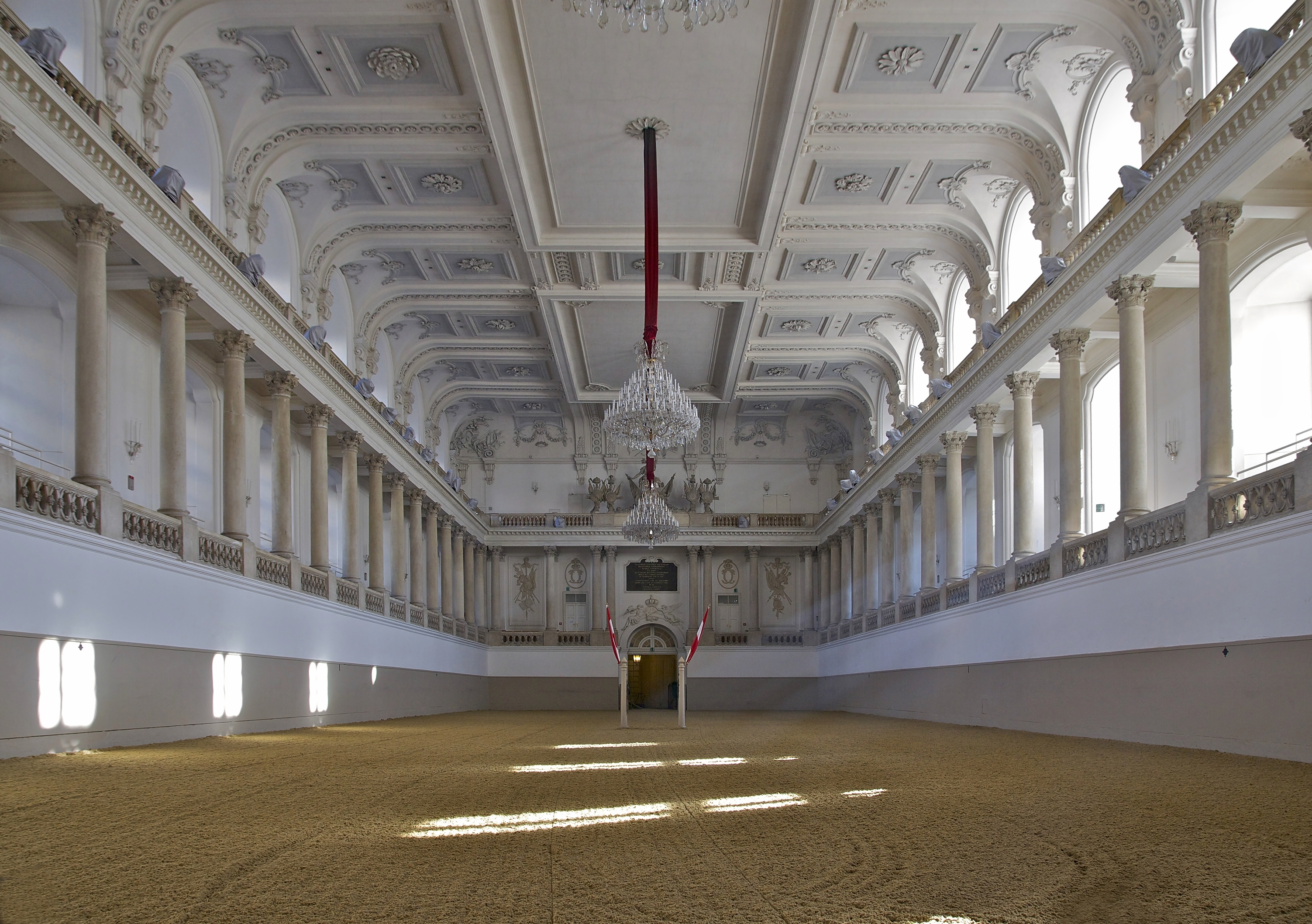
Winterreitschule (18. Jhd.)

Die Winterreitschule liegt zwischen Redoutensaaltrakt und Michaelertrakt, gegenüber der Stallburg. Sie wurde 1729 bis 1735 nach einem Entwurf von Johann Bernhard Fischer von Erlach errichtet. Über dem Portal, durch das Pferd und Reiter die Halle betreten, befindet sich folgende lateinische Inschrift: Palatinam equestrem palaestram instruendae exercendaeque nobili iuventuti et equis ad cursum bellumque formandis Imperatoris Caesaris Caroli Austrii filii Augusti iussu Gundacarus comes ab Althann supremus aedificiis Caesaris et stabulo praefectus exstrui curavit anno MDCCXXXV. (zu Deutsch: „Diese kaiserliche Reitschule wurde zum Unterricht und zur Übung der adeligen Jugend sowie zur Ausbildung der Pferde für die Reitkunst und den Krieg auf Befehl Kaiser Karls VI. von Österreich, des Sohnes des verewigten Kaisers Leopold I. von Österreich, und unter Aufsicht des obersten Baudirektors und Chef der Hofstallungen Gundaker Graf Althann im Jahre 1735 errichtet.“) Im Revolutionsjahr 1848 tagte in der Winterreitschule das erste österreichische Parlament, der Reichstag.

### Redoutensaaltrakt

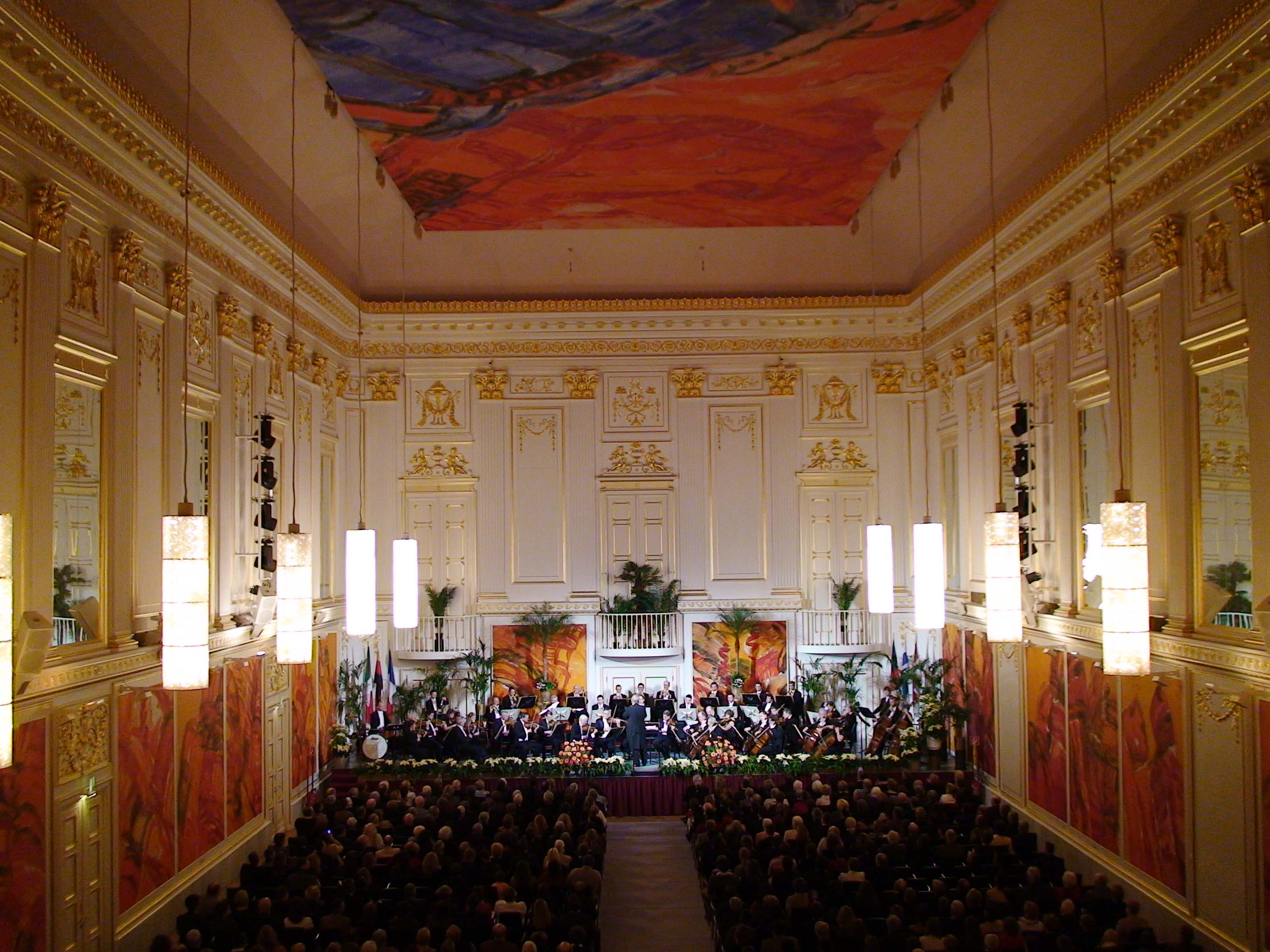
Redoutensaaltrakt (18. Jhd.)

Angrenzend nördlich der Hofbibliothek liegt der Redoutensaaltrakt, benannt nach den darin befindlichen Redoutensälen. Zu ihnen zählen der große und der kleine Redoutensaal sowie das 1997 eröffnete Dachfoyer. Maria Theresia ließ ein Opernhaus aus dem 17. Jahrhundert umbauen und schuf damit die Redoutensäle, gleichsam die Tanz- und Konzertsäle par excellence. Die erste bauliche Konzeption stammte von Jean Nicolas Jadot de Ville-Issey, die Außenfassade trägt die Handschrift von Nikolaus Pacassi und Franz Anton Hillebrandt. Die Redoutensäle wurden immer wieder umgestaltet, etwa durch Verspiegelung der Fenster, Stuck und Goldleisten an der Decke oder die Einleitung der Elektrizität. 1973 baute man die Säle zu einem Kongresszentrum um. Am 18. Juni 1979 unterzeichneten Jimmy Carter und Leonid Breschnew hier das Rüstungsbegrenzungsabkommen SALT-II.
In der Nacht vom 26. auf den 27. November 1992 entstand in der Hofburg ein Großbrand im Bereich der Redoutensäle am Josefsplatz. Ein Teil des Daches sowie des Obergeschoßes brannte vollständig nieder. Das Feuer konnte nur mühsam gelöscht werden, und die Lipizzaner in der angrenzenden Reitschule mussten in Sicherheit gebracht werden. Nach der Brandkatastrophe wurde der etwas weniger beschädigte kleine Redoutensaal originalgetreu restauriert. Für die Ausstattung des Großen Redoutensaales schrieb man einen Künstlerwettbewerb aus. Als Sieger ging der österreichische Maler Josef Mikl hervor. Er fertigte Ölgemälde zu Zitaten der Literaten Ferdinand Raimund, Johann Nepomuk Nestroy, Elias Canetti und Karl Kraus. Im Zuge der Renovierung der ausgebrannten Redoutensäle wurde der ehemalige Dachboden von Manfred Wehdorn zum Dachfoyer ausgebaut.
Die Restaurierung der Redoutensäle dauerte fünf Jahre und fand unter der Ägide der Burghauptmannschaft Österreich statt. Seit 1997 ist der Trakt in der Verwaltung der Wiener Kongresszentrum Hofburg Betriebsgesellschaft. 1998 wurden die Redoutensäle aus Anlass der ersten österreichischen EU-Präsidentschaft wieder in Betrieb genommen. 2006 schuf Wehdorn im ehemaligen Innenhof der Hofburg die „Hofburg Galerie“ und das darunter liegende „Hofburg Forum“. Der Redoutensaaltrakt, die Hofbibliothek und der Augustinertrakt bilden ein architektonisches, harmonisches Ensemble in der Struktur eines Hufeisens, das den Josefsplatz bildet.
Während der von 2017 bis 2021 erfolgten Umbauarbeiten des Parlamentsgebäudes diente der Redoutensaaltrakt als Ausweichquartier für die Plenarsitzungen des Nationalrats und des Bundesrats.

### Zeremoniensaaltrakt

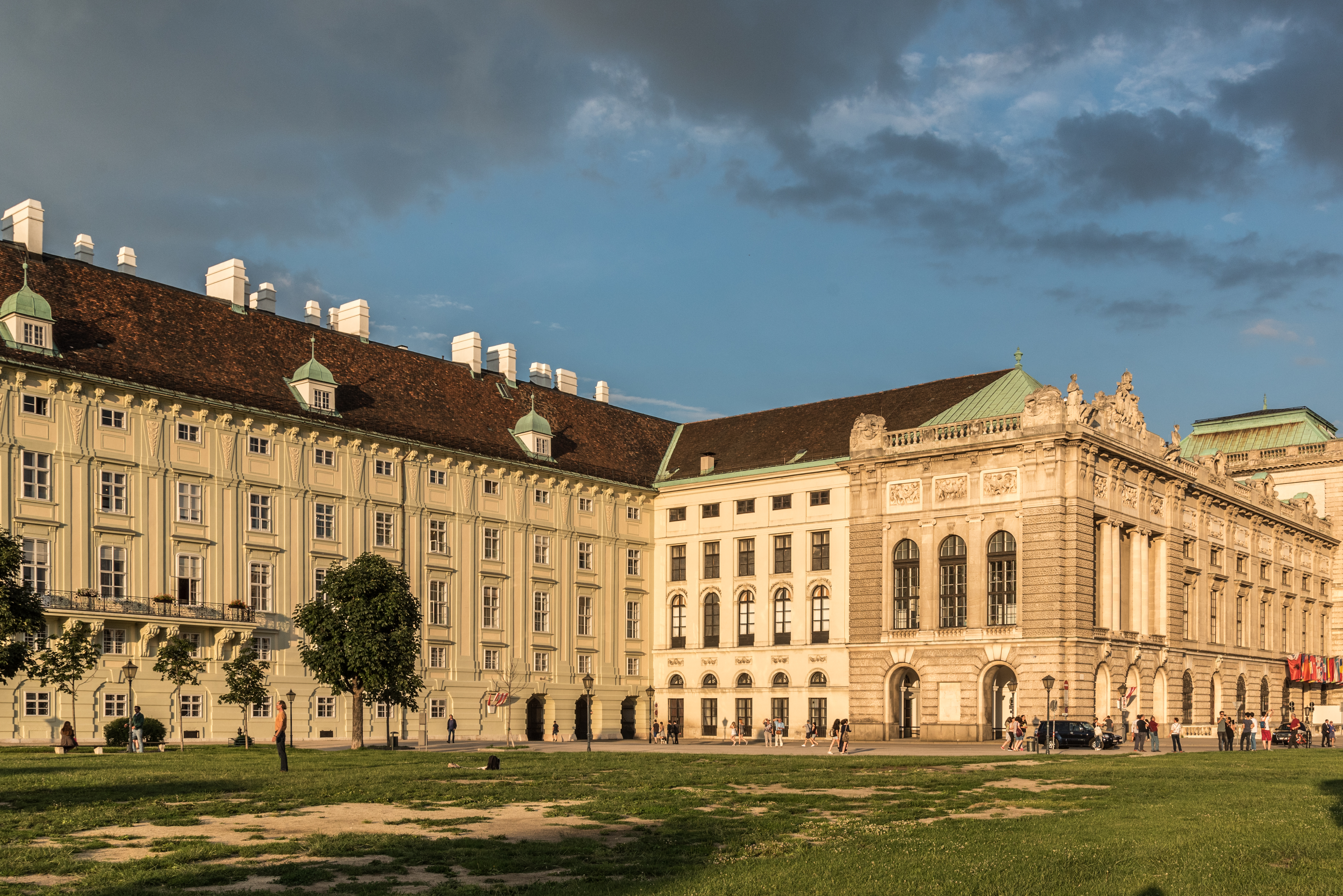
Zeremoniensaaltrakt (19. Jhd.)

Der heute mit dem später erbauten Festsaaltrakt an der kurzen Seite verschmolzene Zeremoniensaaltrakt mit dem Zeremoniensaal (ehem. Rittersaal, konzipiert als Thronsaal) von Louis Montoyer ist ein weiterer Anbau aus 1804. Da er im rechten Winkel zum Leopoldinischen Trakt gebaut wurde, ragte er aus der Burg heraus und wurde volkstümlich lange Zeit die „Nase“ genannt. Heute ist er in die Neue Burg integriert.
Der Zeremoniensaal ist der prunkvollste Saal in der Hofburg. Der belgische Architekt Louis Montoyer gestaltete den Trakt im Auftrag von Kaiser Franz II./I. als Thronsaal. Eine kunstvolle Kassettendecke und 26 Kristallluster, ehemals bestückt mit 1.300 Kerzen, verleihen dem Saal imperialen Glanz. Die 24 korinthischen Säulen sind aus Kunstmarmor. Hier fand die Brautwerbung Napoleons um die Tochter von Kaiser Franz II./I., Marie Louise, statt sowie der exklusive „Ball bei Hof“. Am Gründonnerstag luden Kaiser Franz Joseph I. und Kaiserin Elisabeth je zwölf arme Greise und Greisinnen zur traditionellen Fußwaschung.
Die Trabantenstube diente als Aufenthaltsraum der Trabantenleibgarde, die für den persönlichen Schutz des Monarchen verantwortlich war. Die Gardisten waren, in der Burg verteilt, an wichtigen Zugangspunkten stationiert. Im Rittersaal wurde am 15. Mai 1717 Maria Theresia vom päpstlichen Nuntius Spinola, dem Stellvertreter des Papstes Clemens XI., getauft. Die Bausubstanz des Marmorsaals neben dem Zeremoniensaal stammt aus dem 16. Jahrhundert, seine Innenausstattung mit Kunstmarmor wurde um 1840 dem Zeremoniensaal angeglichen. Zur Kaiserzeit diente er als Speisesaal und für Hof-Kinderbälle. Als Dank für seinen Einsatz im Italienfeldzug während des Revolutionsjahres 1848 gestattete Franz Joseph I. dem verdienten Feldmarschall Radetzky, eigene Räume in der Burg zu bewohnen, obwohl er kein Mitglied des Hofstaates war. In den sogenannten Radetzky-Apartments sind in den Ecken noch historische Kachelöfen erhalten, die von einem eigenen Gang von außen beheizt wurden.

### Michaelertrakt

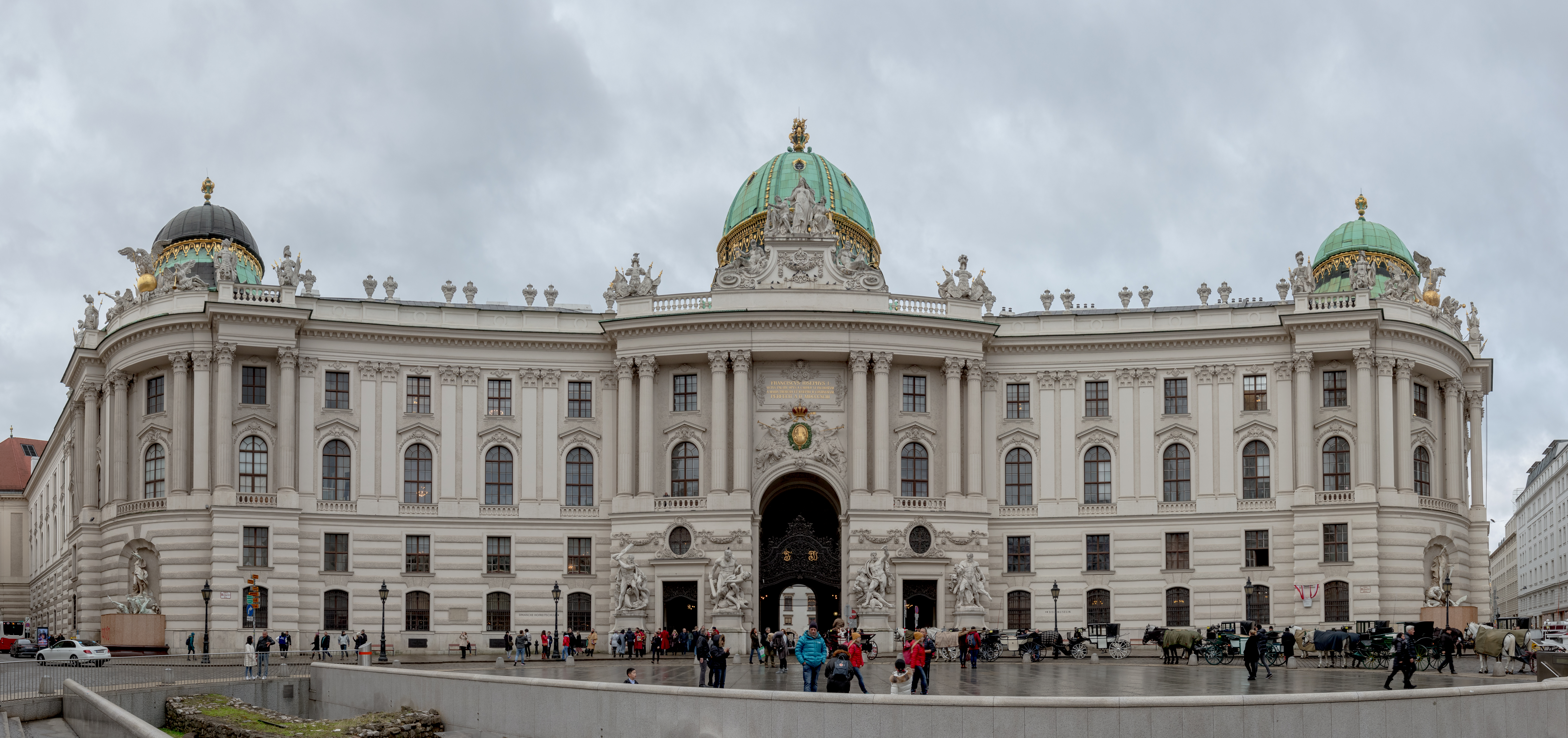
Michaelertrakt (19. Jhd.)

Von Joseph Emanuel Fischer von Erlach wurde 1726 auch der Michaelertrakt, die Verbindung zwischen Winterreitschule und Reichskanzleitrakt, geplant. Da aber das alte Burgtheater im Weg stand, blieb dieser Plan lange unvollendet und wurde erst 1889 bis 1893 von Ferdinand Kirschner in leicht veränderter Form tatsächlich gebaut.
In weiterer Folge kam es immer wieder zu Umbauten und Anpassungen, besonders 1763 bis 1769 unter Nikolaus von Pacassi, der die Hofbibliothek mit der übrigen Burg und auf der anderen Seite mit der Augustinerkirche verband und so den Josefsplatz schuf, der als einer der schönsten Plätze Wiens gilt. Nach dem Umbau der Albertina in den 1820er Jahren von Joseph Kornhäusel nach den Plänen von Fischer von Erlach schließt auch sie von der anderen Seite an die Hofburg an.
Der Michaelertrakt ist von einer großen, bronzenen Kuppel gekrönt. Nach der Fertigstellung des Michaelerplatzes wurden an der Front zwei Brunnen mit Skulpturen angebracht: Die Macht zur See von Rudolf Weyr auf der linken und Die Macht zu Lande von Edmund Hellmer auf der rechten Seite.

### Neue Burg

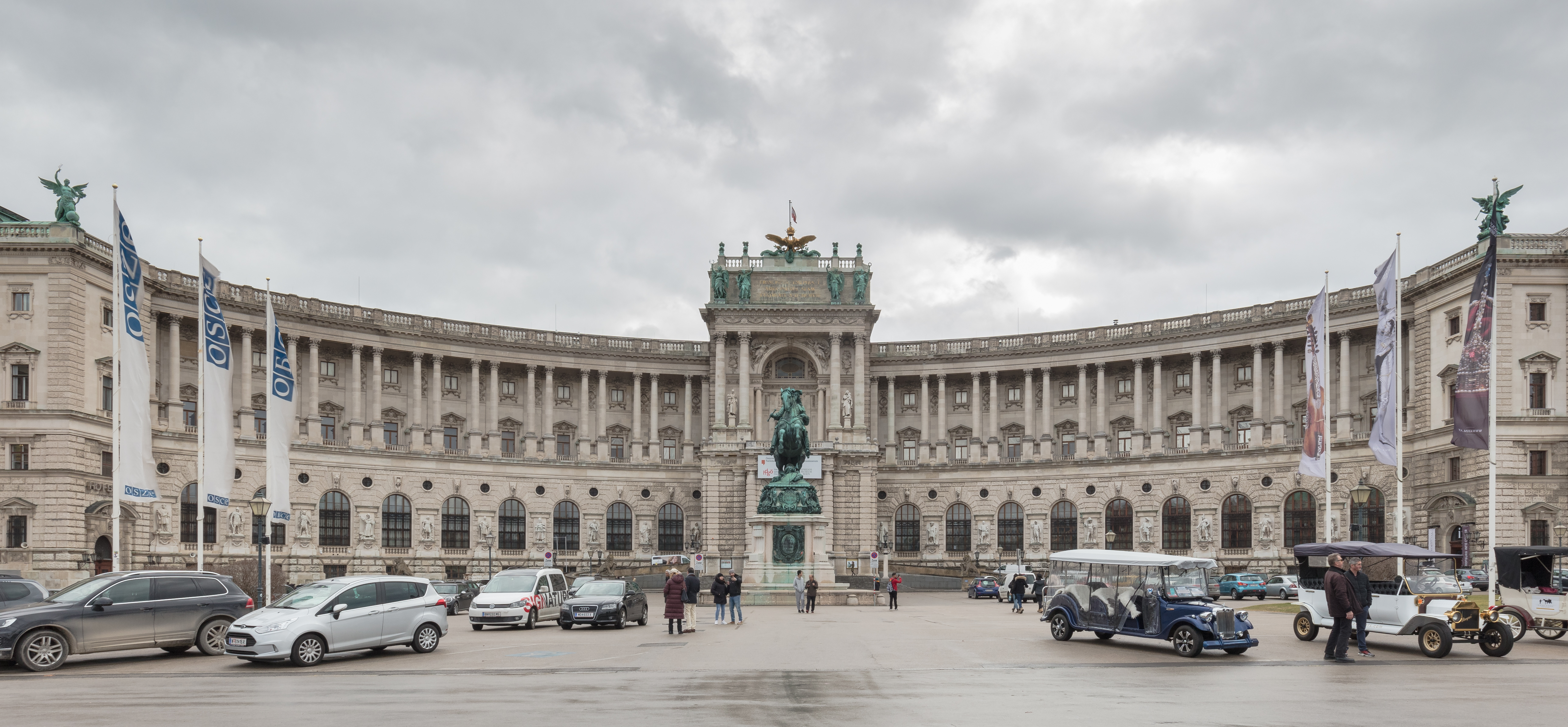
Burggartentrakt (20. Jhd.)

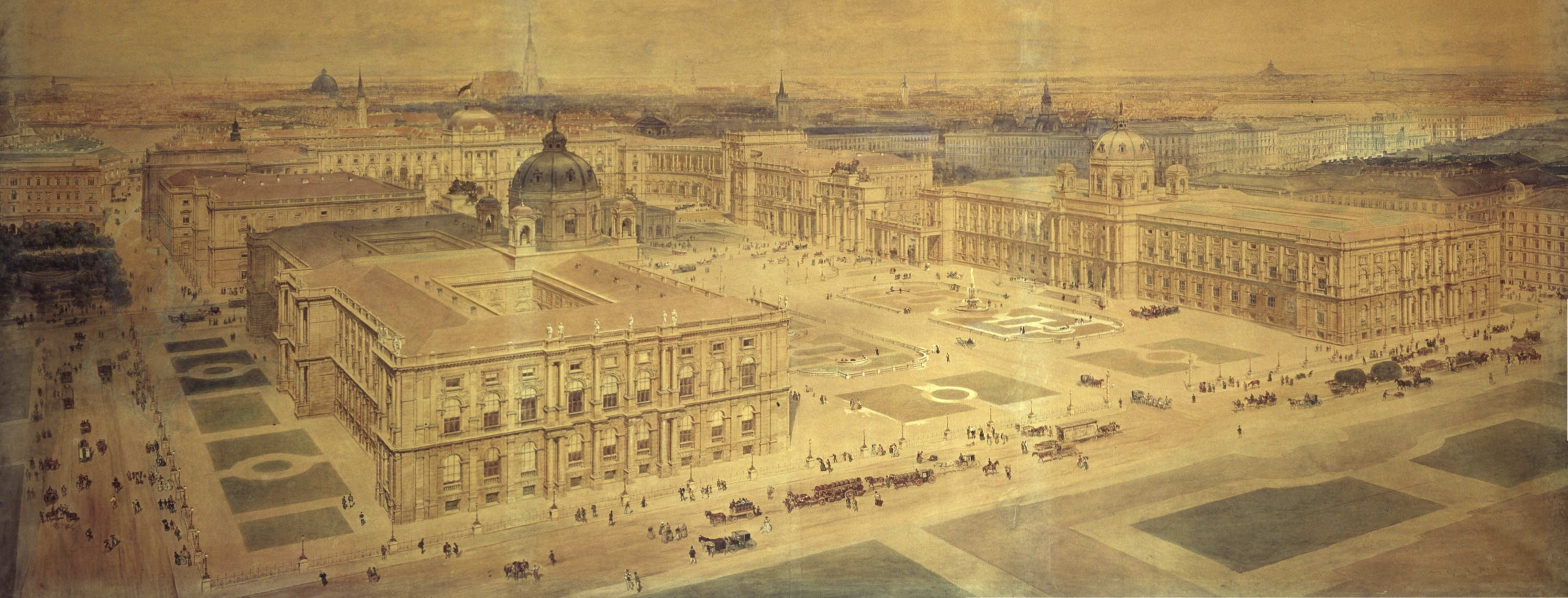
Das Kaiserforum zwischen Hofburg und Hofmuseen, Gemälde von Rudolf von Alt, 1873

Im Zuge der Stadterweiterung nach dem Schleifen der Stadtmauern in den 1860er Jahren kam es zur letzten großen Erweiterung der Burg. Geplant war ein Kaiserforum, eine dreiflügelige Anlage über die Ringstraße hinweg. Vor dem Leopoldinischen Trakt sollte ein überkuppelter Thronsaaltrakt entstehen, flankiert von zwei halbrunden Burgtrakten. Der südöstliche Burggartentrakt, der als einziger realisiert wurde, sollte die Wohnräume der kaiserlichen Familie aufnehmen; der nordwestliche Volksgartentrakt, der unausgeführt blieb, die Wohnräume für höfische Gäste beherbergen. Zu den Zwillingsmuseen (Kunsthistorisches und Naturhistorisches Museum) hätten in die Ringstraße gestellte Triumphbögen vermittelt. Das Burgtor sollte nach verschiedenen Entwürfen entweder neobarockisiert oder abgebrochen werden. Den Abschluss des Kaiserforums bildeten die bestehenden Hofstallungen Fischer von Erlachs. Die Bauleitung des nur teilweise realisierten Kaiserforums hatte zunächst Gottfried Semper und später Karl von Hasenauer inne. Die Fertigstellung der Innenausstattung erfolgte erst nach dem Ende der Monarchie. Der einzig ausgeführte Burggartentrakt wurde niemals bewohnt. Heute dient er als Ausstellungsraum für zahlreiche Museen und als Lesesaal der Österreichischen Nationalbibliothek.
Die lateinischen Inschriften über dem Hauptportal des Burggartentrakts lauten FRANCISCVS IOSEPHVS I / NOVI PALATII ALAM / EXSTRVXIT A. D. MCMVIII (deutsch: Franz Joseph I. hat den Flügel der Neuen Burg im Jahre 1908 erbaut) auf der Vorderseite und HIS AEDIBVS / ADHAERET CONCORS / POPVLORVM AMOR (deutsch: Diesen Bauten haftet die einträchtige Liebe der Völker an) auf der Rückseite.
Bereits 1809 war ein Teil der alten Bastionen bei der Burg infolge der Koalitionskriege gesprengt und anschließend geschleift worden. Zur heutigen Ringstraße hin wurden damals neue Vorwerke (die sogenannte Hornwerks-Kurtine und die Escarpen) angelegt, in die das klassizistische Burgtor integriert wurde. Innerhalb dieser 1817 neu errichteten Wallmauern wurden drei Gärten angelegt: der private kaiserliche Burggarten, der Heldenplatz als Rasenplatz mit Alleen und der Volksgarten mit dem Theseustempel, der ebenso wie das Burgtor von Peter von Nobile stammt. Im Zuge der Errichtung der Neuen Burg wurden auf dem Heldenplatz die monumentalen Reiterstatuen der beiden bedeutendsten österreichischen Feldherren, Prinz Eugen von Savoyen und Erzherzog Karl, errichtet. Vom Altan der Neuen Burg zum Heldenplatz hin verkündete der Diktator Adolf Hitler am 15. März 1938 den „Anschluss“ seiner Heimat an das Deutsche Reich.
Anstelle des ab 1871 von Gottfried Semper und Karl Hasenauer geplanten, überkuppelten Thronsaaltrakts der Neuen Burg, der vor dem Leopoldinischen Trakt zu stehen gekommen wäre, entstand 1910–1923 ein wesentlich kleinerer Festsaalbau nach Entwürfen von Ludwig Baumann. Er verbindet den Burggartentrakt der Neuen Burg mit dem Zeremoniensaaltrakt der Alten Burg und hat die Hauptseite zum Heldenplatz.
Der Große Festsaal ist mit rund 1.000 m² der größte Saal in der gesamten Hofburg. Der Innenausbau endete 1923, die künstlerische Gestaltung blieb unvollständig. Drei Deckengemälde von Alois Hans Schramm verherrlichen die Herrschaft der Habsburger. Als Devise diente der Wahlspruch Kaiser Franz Josephs I., Viribus Unitis, mit vereinten Kräften. In den unterhalb liegenden Lunetten und Oktogonfeldern haben Eduard Veith und Viktor Stauffer Persönlichkeiten aus der österreichischen Geschichte verewigt. In den Deckengemälden erkennt man Maximilian I., Karl V., Ferdinand I., Rudolf II. und Ferdinand II. von Tirol, in den Seitenfeldern Leopold I., Karl VI., Prinz Eugen und den polnischen König Jan III. Sobieski.
Seit 1958 wird der Festsaaltrakt als Kongresszentrum von der Hofburg Kongresszentrum & Redoutensäle Wien GmbH genutzt. Der Eurovision Song Contest 1967 wurde hier abgehalten. Seit 1992 unterhält hier die OSCE ein Büro für die Veranstaltungsorganisation. 2005 wurde zudem der sogenannte „Kesselhaushof“ überdacht und in einen Konferenzsaal umgewandelt.

## Nutzungsgeschichte

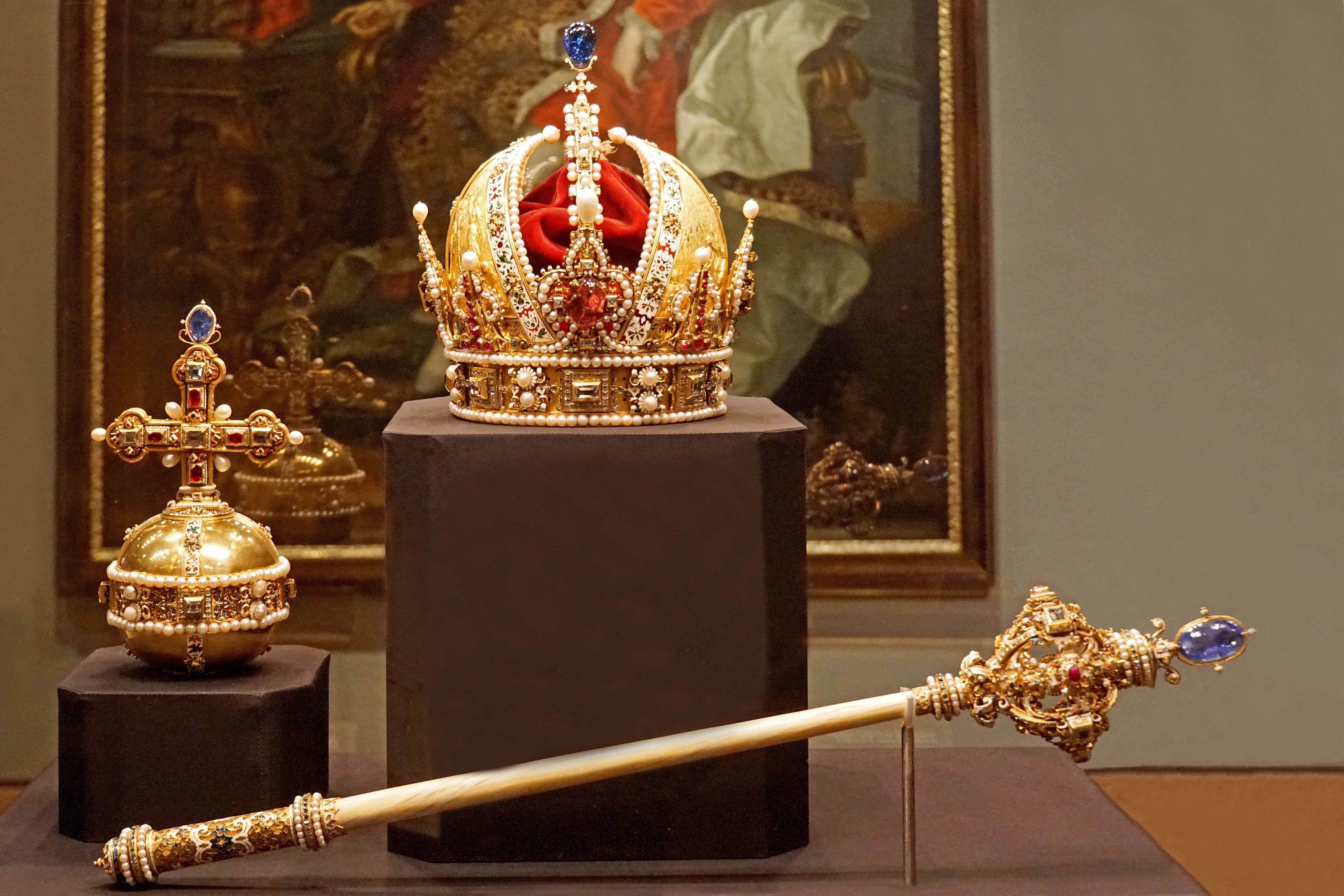
Österreichische Reichsinsignien in der Kaiserlichen Schatzkammer

Von 1278 bis 1918 diente die ehemalige k. k. Hofburg als Haupt- und Winterresidenz der Habsburger, die als eines der mächtigsten Fürstenhäuser Europas insgesamt 21 Könige und Kaiser des Heiligen Römischen Reiches sowie vier Kaiser von Österreich stellten. Seit dem Ende der Monarchie wird die Burg hauptsächlich zu Kultur- und Behördenzwecken genützt. Sie ist Eigentum der Republik Österreich und wird von der Burghauptmannschaft verwaltet.
Die Alte Burg beherbergt die Kaiserliche Schatzkammer (Schweizertrakt), den Prunksaal (Hofbibliothek), das Sisi-Museum (Michaelertrakt und Reichskanzleitrakt), die Burghauptmannschaft (Schweizertrakt), Teile des Instituts für Theater-, Film- und Medienwissenschaft der Universität Wien (Michaelertrakt), das Ludwig-Boltzmann-Institut für digitale Geschichte (Michaelertrakt), das Bundesdenkmalamt (Schweizertrakt) und die Präsidentschaftskanzlei (Leopoldinischer Trakt und Amalientrakt).
Die Neue Burg beherbergt Teile der Österreichischen Nationalbibliothek, das Weltmuseum, das Papyrusmuseum, die Sammlung alter Musikinstrumente, die Hofjagd- und Rüstkammer, das Ephesos-Museum, das Haus der Geschichte Österreich, das Wiener Kongresszentrum Hofburg und den Ständigen Rat der OSZE (Burggartentrakt).